# Malaisella mirabilis
Malaisella mirabilis är en tvåvingeart som beskrevs av Erich Martin Hering 1938. Malaisella mirabilis ingår i släktet Malaisella och familjen borrflugor.
Artens utbredningsområde är Myanmar. Inga underarter finns listade i Catalogue of Life.